# Труа-Рів'єр

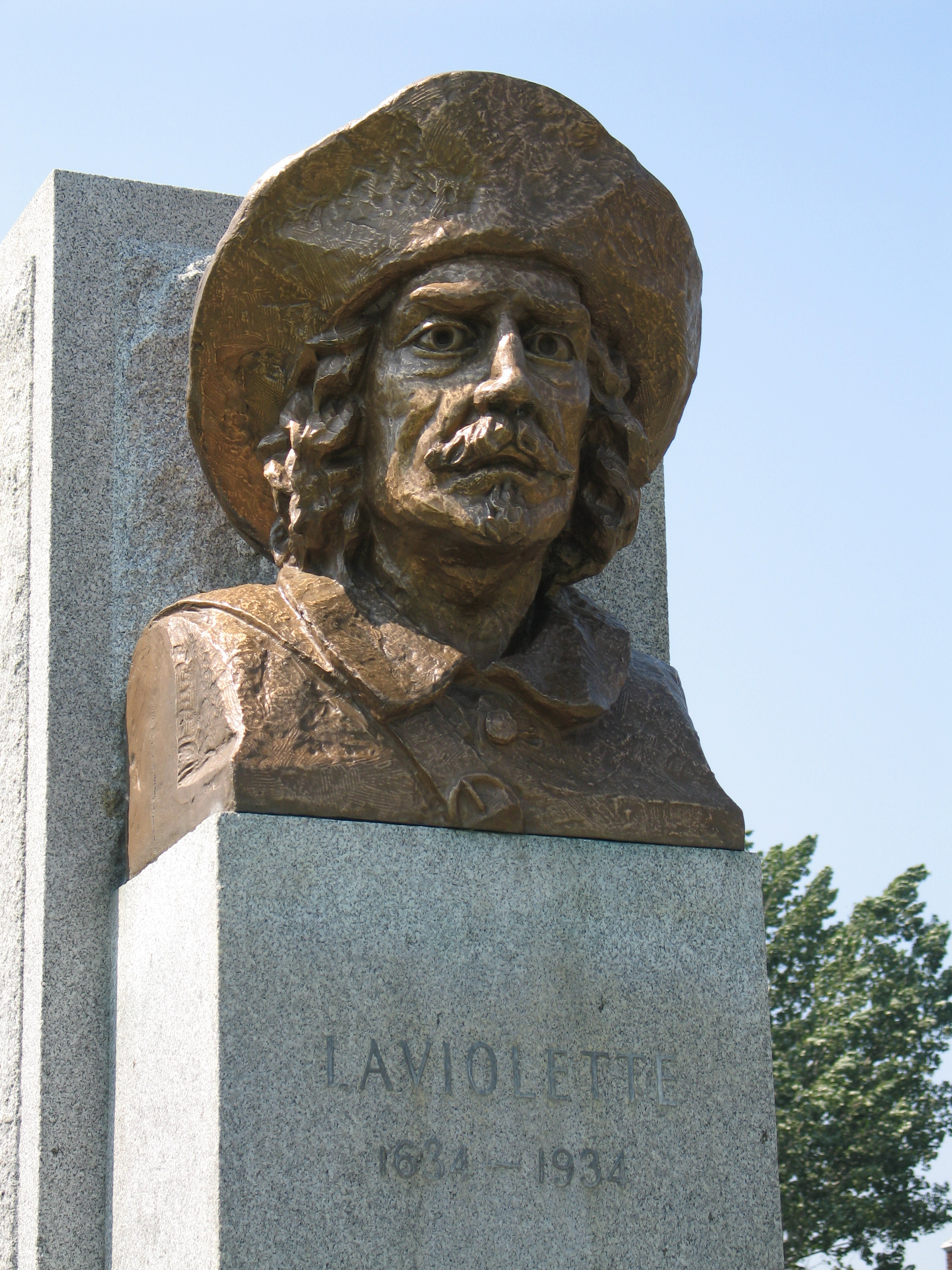
Nicolas Goupil, на прізвисько Laviolette, засновник міста.

Труа́-Рів'є́р (фр. Trois-Rivières — «Три Річки») — місто у провінції Квебек (Канада). Розташоване у «серці Квебеку» — у регіоні Морісі (фр. Mauricie), на березі річки Святого Лаврентія (фр. Fleuve Saint-Laurent).
Населення — 126 323 мешканців (2006).
Європейське поселення Труа-Рів'єр засноване у 1634, у перші роки існування Нової Франції.

## Вищі навчальні заклади
У місті діє Квебецький університет у Труа-Рів'єр.

## Відомі люди
- Жан Беліво — канадський хокеїст, один з найвидатніших хокеїстів клубу НХЛ «Монреаль Канадієнс», за всю його історію.
- Піт Бельфей — канадський хокеїст.

## Міста-побратими
1. – Авейру, Португалія (1996)[5]